# Valleroy (Haute-Marne)
Valleroy é uma comuna francesa na região administrativa de Grande Leste, no departamento de Haute-Marne. Estende-se por uma área de 3,43 km². Em 2010 a comuna tinha 24 habitantes (densidade: 7 hab./km²).